# Церковь Святой Ефросинии Полоцкой (Саут-Ривер)
Храм Святой Ефросинии Полоцкой (бел. Царква Святой Ефрасінні Полацкай, англ. Saint Euphrosynia Belarusian Orthodox Church) — православный храм в городе Саут-Ривер штата Нью-Джерси (США). Назван в честь преподобной Евфросинии Полоцкой. Приход находится в ведении Американской Карпаторосской православной епархии Константинопольской православной церкви. 

## История
В начале 1950-х годов в город Саут-Ривер переехало несколько десятков белорусских эмигрантов из лагерей для вынужденных переселенцев в Регенсбурге, Михельсдорфе и Букнанге (Германия). В 1951 году был создан приход, первым священником которого стал отец Николай Лапицкий. Белорусская православная община провела свою первую службу на втором этаже методистской церкви Конклина, которую разрешил использовать преподобный Нельсон Мур. Приход стал членом Греческой православной архиепископии Америки. В 1953 году приход выкупил бывшую синагогу на Уайтхед-авеню и перестроил её в православный храм. Кроме того, церковь приобрела участок земли на Хиллсайд-авеню для использования в качестве приходского кладбища.
На вершине холма за церковью Святой Евфросинии установлен памятник «Борцам за свободную Беларусь».

## Современное состояние
Настоятелем храма является Михаил Псенечнюк. 